# Villenauxe-la-Petite
Villenauxe-la-Petite är en kommun i departementet Seine-et-Marne i regionen Île-de-France i norra Frankrike. Kommunen ligger i kantonen Bray-sur-Seine som tillhör arrondissementet Provins. År 2022 hade Villenauxe-la-Petite 453 invånare.

## Befolkningsutveckling
Antalet invånare i kommunen Villenauxe-la-Petite
| Referens: INSEE |